# Laetesia minor
Laetesia minor är en spindelart som beskrevs av Alfred Frank Millidge 1988. Laetesia minor ingår i släktet Laetesia och familjen täckvävarspindlar. Inga underarter finns listade i Catalogue of Life.